# Homberg (Duisburg)
Alt-Homberg (lokal meist: Alt-Homberch) ist ein linksrheinischer Stadtteil im Duisburger Stadtbezirk Homberg/Ruhrort/Baerl. Im Stadtteil (inkl. Haesen und Essenberg) leben insgesamt 15.199 Einwohner auf einer Fläche von 7,14 km². (Stand: 31. Dezember 2023)
Zusammen mit dem angrenzenden Stadtteil Hochheide bildete Alt-Homberg von 1907 bis zur Eingemeindung in die Stadt Duisburg im Jahre 1975 die kreisangehörige Stadt Homberg (Niederrhein), die zum Kreis Moers gehörte. Seit der Eingemeindung bildet Alt-Homberg zusammen mit den linksrheinischen Nachbarstadtteilen Hochheide und Baerl sowie dem südlich von Alt-Homberg gelegenen Stadtbezirk Rheinhausen den Duisburger Westen. Noch heute zieht der Rhein im Leben der Duisburger eine natürliche Grenze zum östlichen Duisburg.

## Geographie

### Lage
Das Homberger Gebiet lag früher bereits an einer Rheinfurt, die Händler vom Hellweg auf ihrer Reise zum Jakobsweg nutzten.
Die mittlere Höhenlage des Stadtkerns beträgt 31,7 m ü. NN.

### Ortsteile

#### Gliederung

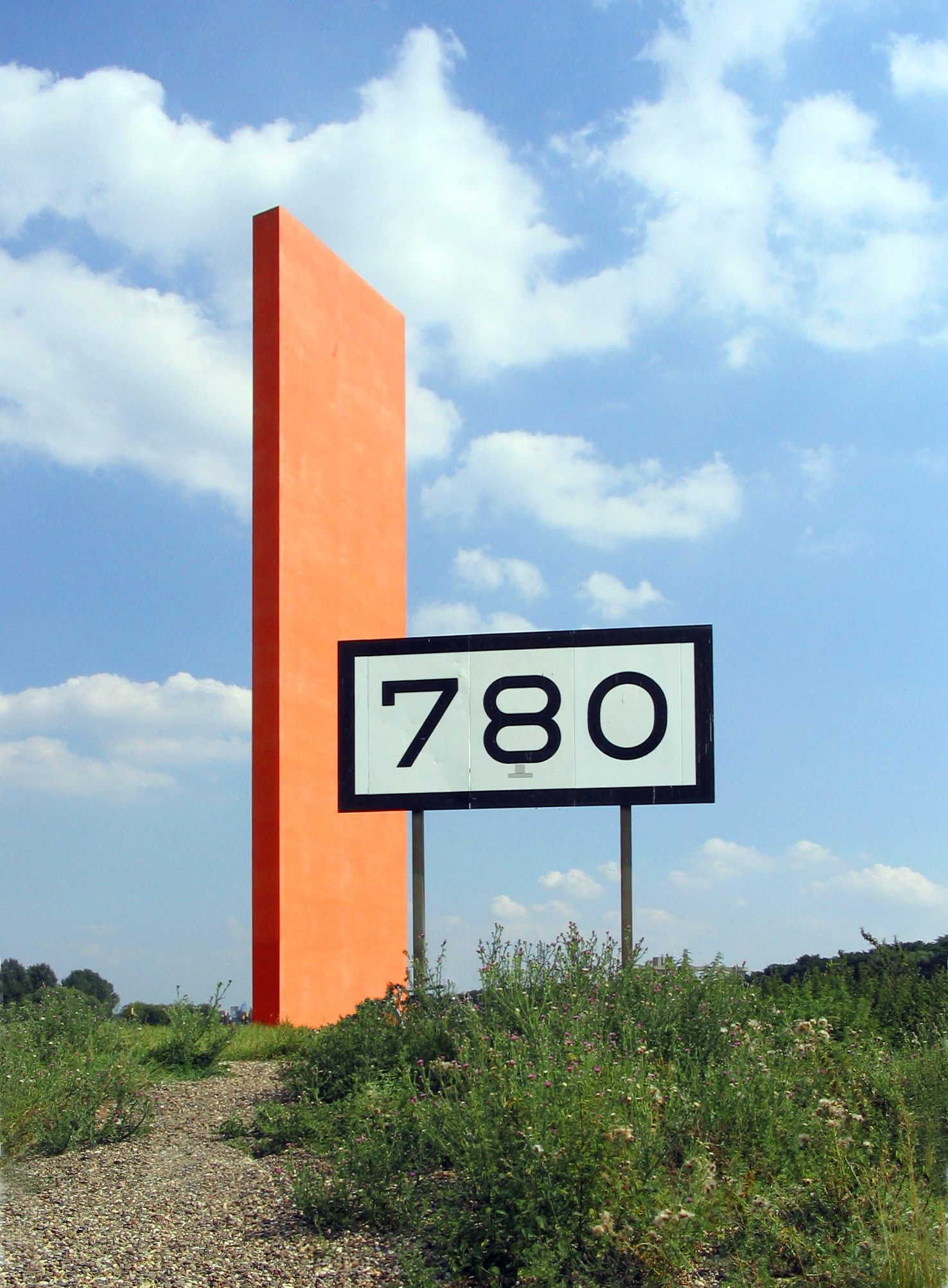
Auf der gegenüberliegenden Rheinseite stehendes „Rheinorange“ mit Rheinkilometerschild

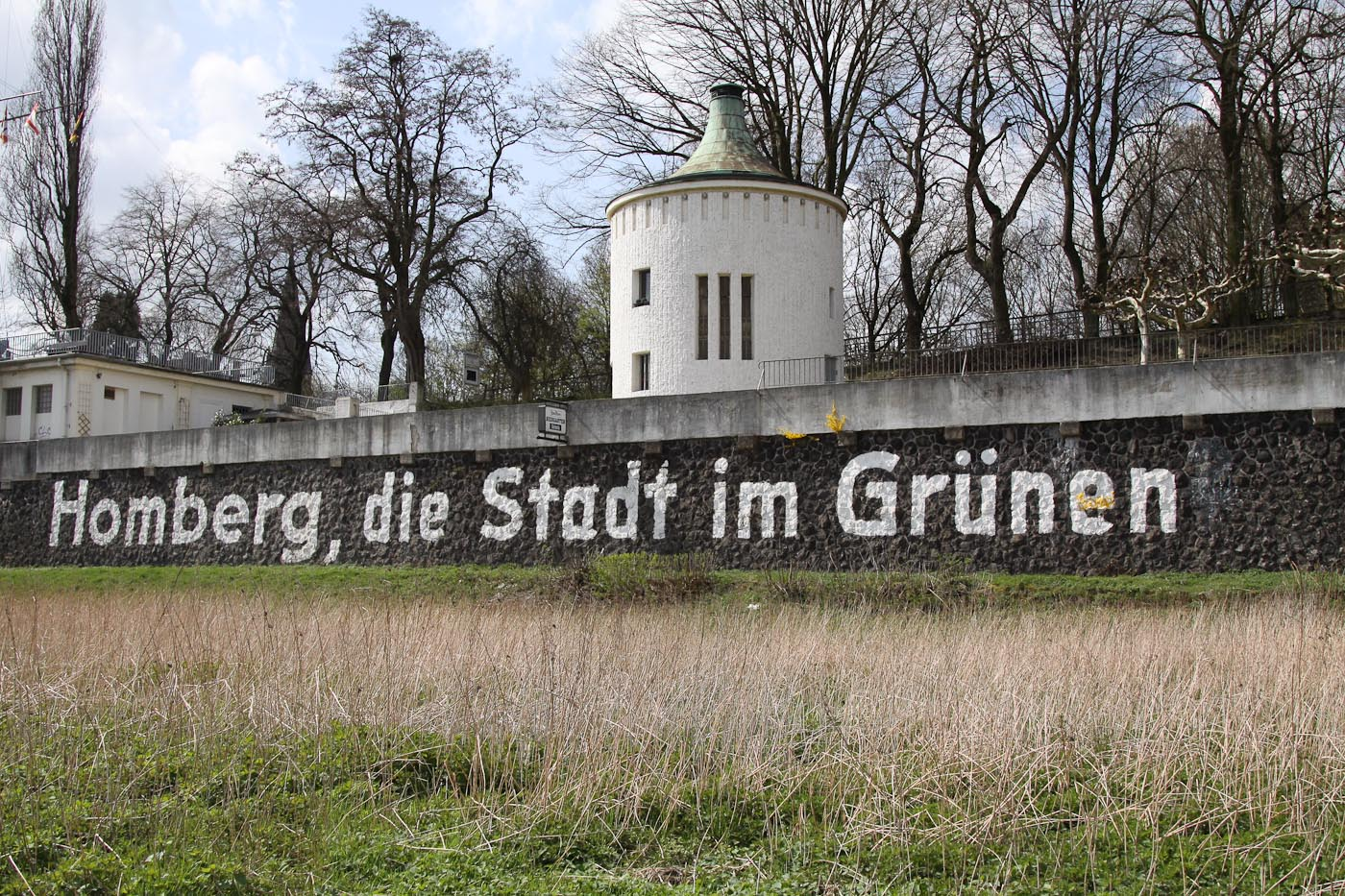
Ufermauer bei Homberg

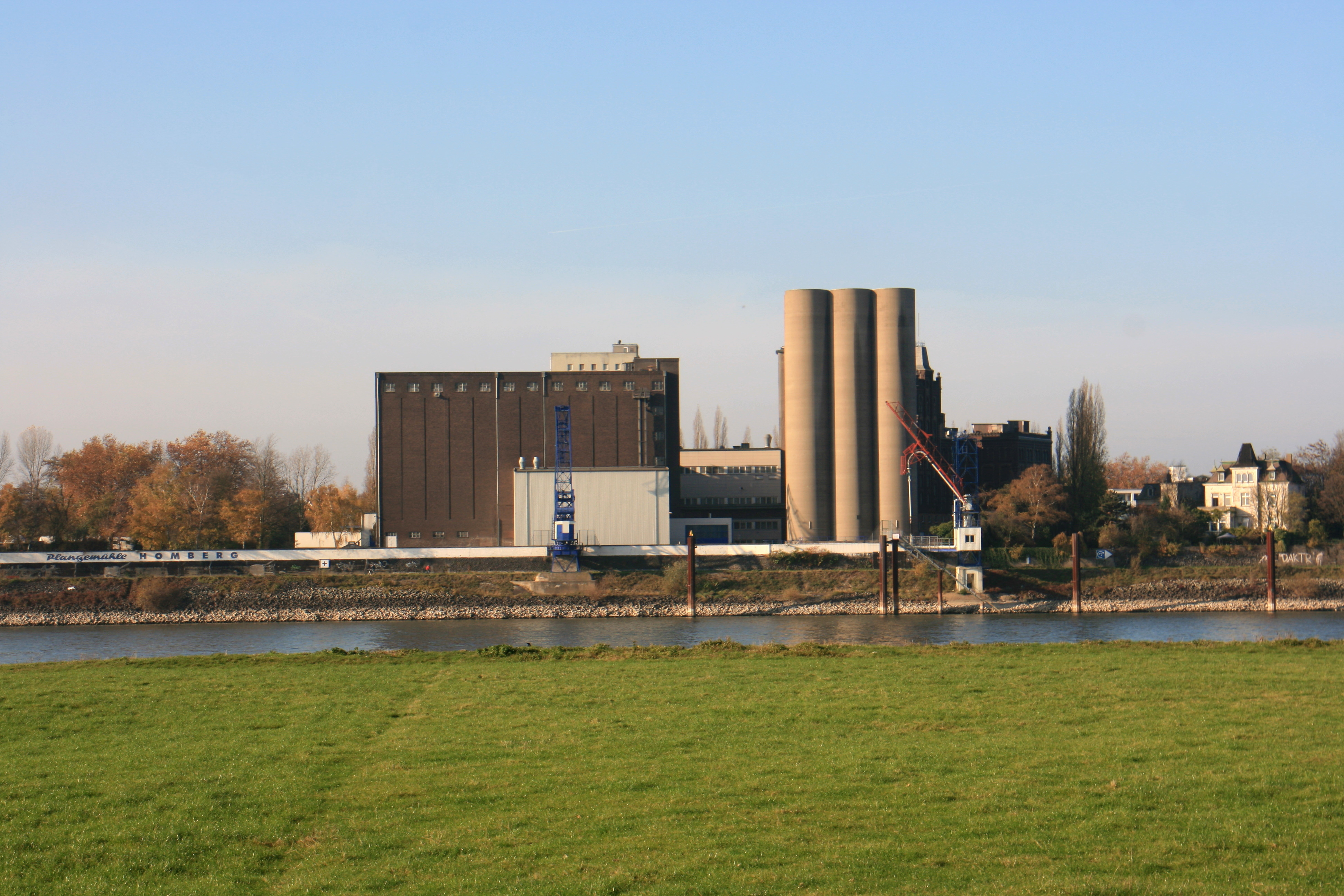
Plangemühle Duisburg-Homberg

Der Stadtteil Alt-Homberg liegt am Rheinkilometer 780 und besteht aus den nachfolgend dargestellten Ortsteilen.

#### Alt-Homberg
Der Ortsteil Alt-Homberg war zusammen mit Essenberg der Ausgangspunkt für die städtische Entwicklung der linksrheinischen Ortsteile des Stadtbezirks Homberg / Ruhrort / Baerl. Mit Schulen, ehemals vielen Geschäften in der Augustastraße, einem Frei- und Hallenbad, dem Rathaus sowie dem Malteser Krankenhaus St. Johannes-Stift ist Alt-Homberg das Zentrum des Bezirks. Um 1900 wurden die ersten Straßenzüge mit Wasser-, Strom- und Gasleitungen versorgt. Alt-Homberg hat heute noch etwas von seinem alten Kleinstadt-Flair behalten.

#### Essenberg
Der Ortsteil Essenberg liegt zwischen Alt-Homberg und Rheinhausen-Asterlagen. Geprägt wird Essenberg durch die am Rhein angesiedelte Sachtleben Chemie. In den 1960er Jahren wurde außerdem eine Säurefabrik im Essenberger Bruch errichtet. 1970 wurde die Rheinbrücke Neuenkamp zwischen Essenberg und Neuenkamp fertiggestellt, im Vorfeld wurden viele Häuser abgerissen.

#### In den Haesen
Der Ortsteil Haesen wird von Ein- und Mehrfamilien-Häusern seit den 1960er Jahren geprägt. Haesen grenzt an den Norden von Alt-Homberg. Im Westen liegt der Uettelsheimer See, nördlich hinter einem Wald ein Benzinlager, ein Logistikunternehmen und der Baerler Ortsteil Gerdt, östlich das Rheinufer.

## Geschichte

### Name
Der Name Homberg entstand aus den germanischen Silben „Hohon“ und „Berka“, was so viel bedeutet wie „Hoher Berg“.
Zu germanischer Zeit floss der Rhein bei höheren Wasserständen nicht nur östlich an Homberg vorbei, sondern auch westlich durch die schon am Ende der Weichsel-Kaltzeit entstandene Moerser Rinne. Die Höhen von Homberg und Baerl waren dadurch seit dem Ende der letzten Eiszeit inselartige hochwassersichere Siedlungsplätze.
Eine im 19. Jahrhundert von dem Forscher R. Pick aufgestellte Hypothese „berka“ würde in keltischer Ableitung von „bior“ „Wasser“ und „ka“ „Haus“, also „Siedlung am Wasser“, stammen, gilt heute als falsch. Es gibt keine linguistischen Belege und auch keine Entsprechungen keltischer Herkunft der Silbe „berka“ in benachbarten Ortsnamen. Hingegen zeugen zahlreiche benachbarten Ortsnamen wie Asberg, Scherpenberg, Essenberg, Ossenberg oder Rheinberg, die wie Homberg auf Kuppen lagen, von der Richtigkeit der germanischen Wortherkunft vom Homberg. Auch weiträumige Entsprechungen finden sich in ehemalig rechtsrheinischen Siedlungsgebieten der Germanen wie Homberg bei Mettmann und dem heute siedlungslosen Homberg im Mülheimer Stadtwald.

### Frühzeit und römische Zeit
Schon vor über fünftausend Jahren zogen Reisende durch das Homberger Gebiet und über die Rheinfurt zum Vorläufer des Hellwegs. Zahlreiche Funde zeugen von der Besiedlung in römischer Zeit. An der ehemaligen Ziegelei am Uettelsheimer See wurde ein römischer Gutshof und zugehörige Gräber gefunden. Auch oberhalb des Essenberger Bruchgrabens wurden römische Gefäße und Reste von Fachwerkbauten einer Siedlung ausgegraben. Die Gutshöfe dienten unter anderem der Versorgung der im Kastell Asciburgium stationierten Truppen und deren in einem Vicus lebenden zivilen Bewohnern. In frührömischer Zeit befand sich im heutigen Essenberger Bruch eine Altrheinschleife mit dem Kastell-Hafen. Der Stützpunkt war Teil des niedergermanischen Limes und besaß zunächst entscheidende Bedeutung für die Sicherung der Ruhrmündung und des südlich verlaufenden Vorläufer des Hellwegs. Ab etwa 50 n. Chr. verlandete der Altrheinarm langsam. Eine spätmittelalterliche Kopie einer Karte auf der Asciburgium auf der gegenüberliegenden Rheinseite eingezeichnet ist, könnte ein Hinweis darauf sein, dass die Siedlung sich von der Homberger Seite zum heutigen Duisburg hin verlagerte. Ende des 4. Jahrhunderts kam es zu einem Verfall der Herrschaft der Römer und zur Landnahme durch die germanischen Franken.

### Mittelalter
Ab dem 7. Jahrhundert bildeten sich unter den fränkischen Karolingern die oft mächtigen Hausmeier, wobei Homberg zur Grafschaft Moers gehörte. 855 wurde Homberg als Hohon Berka zum ersten Mal im Heberegister der Abtei Werden a. d. Ruhr erwähnt. Seit dem 9. Jahrhundert besteht eine enge Verbindung mit Ascmeri (später Escmeri, heute Essenberg).
Es folgten vier Jahrhunderte der Herrschaft durch spanische, holländische, französische, kroatische und andere kriegerische Heere.
Gegen Ende des 13. Jahrhunderts erfolgte ein Rheindurchbruch und trennte Homberger Uferwiesen ab, auf dem sich das heute rechtsrheinische gelegene Ruhrort entwickelte.

### Neuzeit und Industrialisierung
1571 wurde die evangelische Kirchengemeinde Homberg gegründet. Im Jahre 1587 errichteten die Spanier auf Essenberger Gebiet die sogenannte Kamillenschanze am Rhein, die zehn Jahre später durch Prinz Moritz von Oranien geschleift wurde.
1648 endete durch den Westfälischen Frieden der Dreißigjährige Krieg. Raub und Mord als auch die Pest und Rote Ruhr hatten die Bevölkerung stark dezimiert. Am Anfang des 17. Jahrhunderts ging die Erbfolge von Grafschaft Moers an das Haus Oranien in Haag.
Zwischen 1672 und 1683 war Homberg durch Franzosen besetzt.
Nach dem Erbstreit zwischen Preußen und dem Haus Nassau gelang Fürst Leopold I. von Dessau („Alter Dessauer“) am 8. September 1712 die Einnahme der Stadt Moers, so entstand preußischer Einfluss im Rahmen des Fürstentums Moers. In der ersten Hälfte des 18. Jahrhunderts gewann Essenberg Bedeutung als Umschlagplatz für den niederrheinischen Salzhandel.
Von 1756 bis 1763 wurde die Stadt wie auch die anderen Städte in der Umgebung vom Siebenjährigen Krieg heimgesucht. In der zweiten Hälfte des 18. Jahrhunderts wurde der Handel in Homberg durch die preußische Regierung gefördert.
Der Weiler Hochheide wurde 1787 erstmals urkundlich erwähnt, bevor das Gebiet 1794 französisch besetzt wurde. 1795 und 1801 verlor Preußen im Frieden zu Basel zunächst Teile und schließlich im Frieden von Luneville das gesamte linke Rheinufer. Während dieser Zeit bildete Homberg eine Mairie nach französischem Vorbild und gehörte zum Kanton Moers im Arrondissement Krefeld des Rur-Departements.
Beim erneuten Übergang des linken Rheinufers als Ergebnis des Wiener Kongresses an Preußen (1815) kam der Kanton Moers mit Homberg zum Regierungsbezirk Kleve der preußischen Rheinprovinz. Aus der Mairie der Franzosenzeit wurde die preußische Bürgermeisterei Homberg, die seit 1816 zum Kreis Rheinberg, nach dessen Auflösung 1823 zum Kreis Geldern und seit 1857 zum neugebildeten Kreis Moers gehörte. Die Bürgermeisterei umfasste die drei Gemeinden Essenberg, Hochheide und Homberg. Sie wurde von 1819 bis 1901 in Personalunion mit der Bürgermeisterei Hochemmerich geführt.
Ab 1851 siedelte sich, zunächst mit dem Sägewerk Gebr. Cloos (am Ende Hornitex unter Sonae Industrie) Industrie in Homberg an, 1854–1856 wurde als Flussquerung des Eisenbahnverkehrs das Trajekt Ruhrort–Homberg mit den Hebetürmen an beiden Ufern erbaut, der Homberger Hebeturm wurde zum Wahrzeichen des Stadtteils. Der Unternehmer Franz Haniel veranlasste im selben Jahr Bohrungen nach Kohle, die erfolgreich verliefen.
In den 1850er Jahren entstanden örtliche Einrichtungen wie die Pfarrgemeinde St. Johannes und die Freiwillige Feuerwehr Homberg; 1872 wurde mit der Kohleförderung begonnen. Die Pfarrgemeinde eröffnete 1894 das Krankenhaus St.-Johannis-Stift mit 40 Betten und vollendete im Jahr 1903 den Turm der St.-Johannes-Kirche. Der Rheinpreußen-Hafen wurde 1906 als zusätzlicher Umschlagpunkt für die Zeche Rheinpreußen fertiggestellt.
Schließlich vereinigten sich am 1. Januar 1907 Essenberg, Homberg und Hochheide zu einer Gemeinde, im selben Jahr wurde die erste Rheinbrücke fertiggestellt. Am 9. Dezember 1911 wurde das Schulgebäude an der Wilhelmstraße eröffnet, das seit April 1957 städtisches Homberger Gymnasium ist und den Namen Franz-Haniel-Gymnasium trägt.

### Belgische Besatzung 1918–1926
Im Rahmen der Rheinlandbesetzung nach dem Ersten Weltkrieg wurden in Homberg ab dem 10. Dezember 1918 die Rheinbrücke als Grenze des Besatzungsgebietes gesperrt und rund 830 belgische Soldaten und dazu auch Familienangehörige der Offiziere einquartiert. Später sollen es bis zu 1500 Belgier gewesen sein. Wegen Klagen der Bevölkerung und unzumutbaren Zuständen für die Besatzer zogen diese später in ein hölzernes Barackenlager um, das im Park Im Hackenfeld (heute Friesenpark) errichtet wurde. Der Sportplatz diente als Exerzierplatz. Das Verhalten der Soldaten und Widerstand der Homberger führten immer wieder zu Konflikten. Belastend war auch, dass Kontakte zu Familienangehörigen auf der anderen Seite der Rheingrenze kaum möglich waren. Frauen, die ungenehmigt belgische Soldaten heirateten, drohte eine Gefängnisstrafe. Am 29. Januar 1926 endet für Homberg die Besatzungszeit. Die Baracken wurden später abgerissen.
Die Rote Ruhrarmee besetzte Homberg nach dem Kapp-Putsch während der März-Unruhen im Jahr 1920.

### Weimarer Republik, Nationalsozialismus
1921 erhielt die zum ansehnlichen Industrieort angewachsene Gemeinde die Stadtrechte. In diesem Jahr rückte am 8. März das französische Infanterie-Regiment 168 wegen ausstehender Reparationen in die Städte Duisburg und Düsseldorf ein. Im Januar 1923 begannen französische und belgische Truppen an den Brückenköpfen Homberg und Duisburg mit der Besetzung des Ruhrgebiets. 1928 entstand ein neues Rathaus in Homberg.
Während des von 1939 bis 1945 andauernden Zweiten Weltkriegs fielen Pfingsten 1940 die ersten Bomben auf Hochheide. Alliierte Truppen griffen am 16., 17. und 19. Februar 1945 im linksrheinischen Abschnitt von Homberg bis Wesel an der Stelle an, wo sich eine historische Furt durch den Rhein befindet. Noch in der Endphase des Krieges wurde 1945 die nach Admiral Scheer benannte Rheinbrücke von deutschen Truppen gesprengt.

### Nachkriegsgeschichte

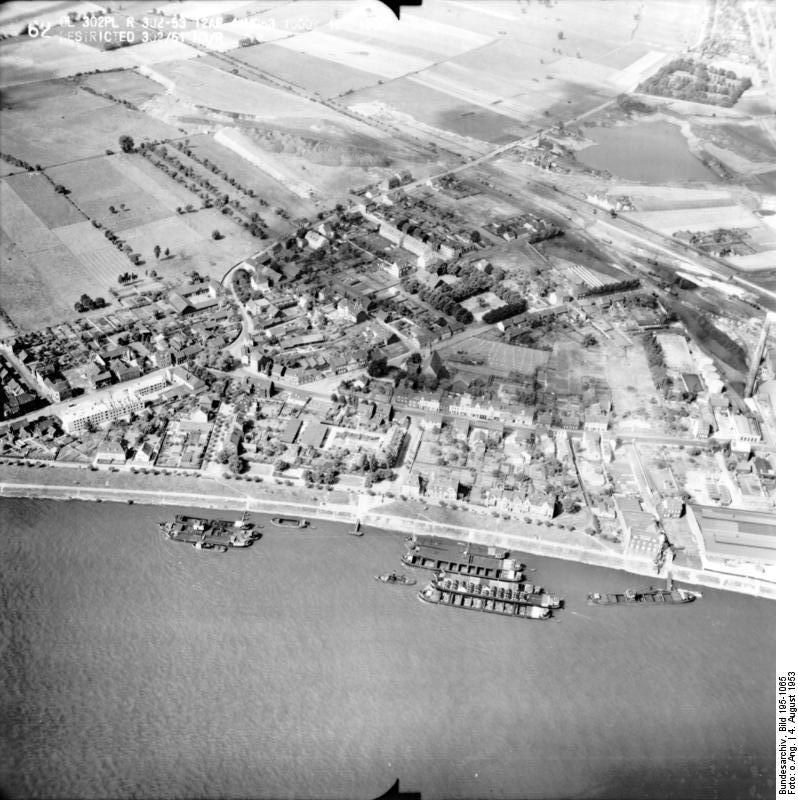
Luftbild von Essenberg, 1953

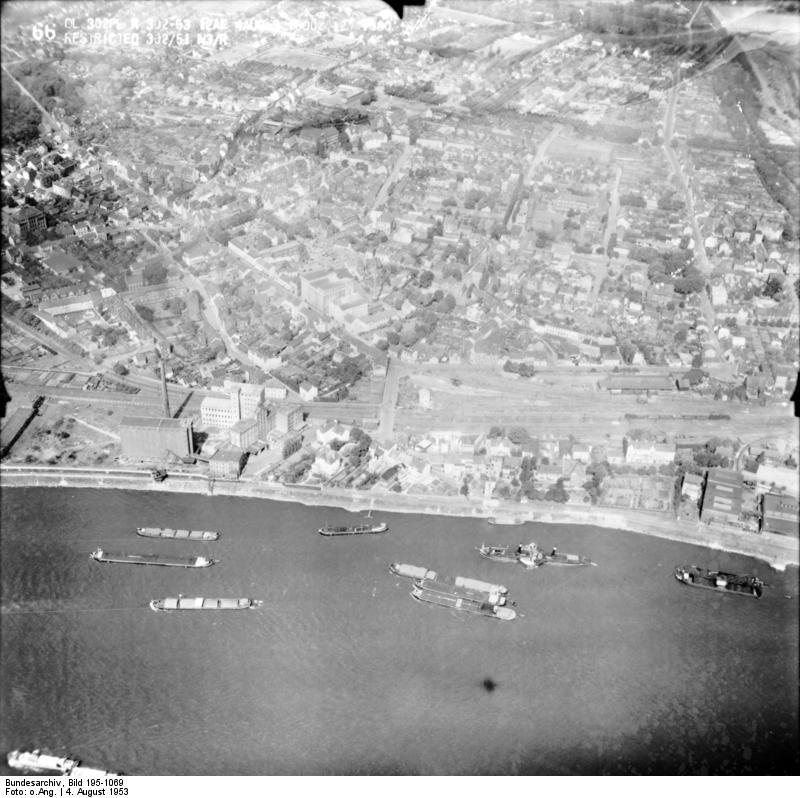
Luftbild von Alt-Homberg, 1953

Nachdem ab 1946 der Wiederaufbau der zerbombten Stadt begonnen hatte, wurde 1954 die Friedrich-Ebert-Brücke wiederhergestellt; 1960 wurde das Rathaus erweitert. Die Bergwerkschächte wurden im selben Jahr verfüllt; der Malakow-Turm über Schacht 1 blieb als Industriedenkmal erhalten.
Am 8. Juli 1969 beschloss der Rat den Abriss der Rheinpreußen-Siedlung und den Bau der Weißen Riesen. 1970 wurde Homberg mit der Rheinbrücke Neuenkamp an die A40 angeschlossen, 20 Jahre später über die Beeckerwerth-Baerl auch an die A42.
Am 1. Januar 1975 wurde Homberg mit der Kommunalreform in die Stadt Duisburg eingemeindet und bildet seither mit Baerl und Ruhrort einen Stadtbezirk. Der Widerstand der Bevölkerung war zum Teil erheblich.
1977 wurde die katholische Pfarrkirche St. Peter im Ortsteil Haesen geweiht. 2022 wurde sie aufgrund einer Initiative von Homburger Katholiken in die Denkmalliste der Stadt Duisburg eingetragen. Dagegen klagte die Pfarrei St. Franziskus Duisburg-Homberg. Das  Verwaltungsgericht Düsseldorf strich im Dezember 2024 die Kirche von der Denkmalliste, sodass die Pfarrei die Kirche St. Peter nun abreißen oder umbauen lassen kann.
Am 3. Mai 1999 stürzte das Flachdach des katholischen Gemeindezentrums in Duisburg-Homberg ein, wobei vier Menschen ums Leben kamen, weitere schwer verletzt wurden. Im Jahre 2001 meldeten die Hornitex-Werke Insolvenz an. 2003 eröffnete das Rheindeich-Stadion für den VfB Homberg. Noch im selben Jahr wurde zur Reduzierung des Fluglärms in Homberg die Südflieger-Route Modru-X des Flughafens Düsseldorf International eingerichtet.
2004 wurde der Sportplatz Schillerstraße bebaut, der Konzern Malteser Orden übernahm das St.-Johannes-Stift. Die Stadtverwaltung fasste den Aufstellungsbeschluss für den Sportplatz Haesen.
Im Jahre 2005 wurde der Gastronomiebereich des Kultur- und Freizeit-Zentrums (KFZ) geschlossen. Die für den Sommer 2006 geplante Eröffnung der – nach langen politischen Diskussionen errichteten – Skaterbahn verschob sich wegen fehlender Aufbauten auf September 2006. Ebenfalls in diesem Jahr begann der Neubau einer Feuerwache, die Tagesanlagen der Zeche Rheinpreußen wurden abgerissen. Die im Jahre 2005 wegen Einsturzgefahr von Schließung bedrohte Glückauf-Halle erhielt zur Stabilisierung eine neue Brandschutzdecke; das Lehrschwimmbecken sollte geschlossen werden, was fünf Schulen betroffen hätte. Nach heftigen Bürgerprotesten soll der Betrieb „so lange keine größeren Reparaturen anfallen“ erhalten bleiben.
2007 war Baubeginn eines Pfarrheims neben der Kirche durch die Pfarrgemeinde St. Johannes.
Nachdem viele Bewohner die mit Problemen belastete Zeit unter Duisburger Verwaltung als Niedergang empfanden und sich von 1000 im Stadtteil befragten Bürgern 70 Prozent für die Abspaltung von Duisburg aussprachen, scheiterte im Jahr 2014 eine Bürgerinitiative mit der Bestrebung Baerl und Homberg dem verbundener empfundenen Moers anzuschließen.

### Bevölkerungsentwicklung
Homberg/Ndrh. (inklusive Hochheide) hatte 1974, d. h. vor seiner Eingemeindung nach Duisburg, 36.140 Einwohner. Seit fünfzehn Jahren verliert der Bezirk Homberg/Ruhrort/Baerl – insbesondere durch die Situation in Hochheide – jährlich über ein Prozent seiner Bevölkerung und wurde damit zum Spitzenreiter der Abwanderungswelle in den sieben Duisburger Stadtbezirken. Zusammen mit dem Duisburger Süden ist Homberg von Überalterung bedroht.

## Politik
Die Stadtverordnetenwahl im Jahr 1929 war die letzte freie Gemeinderatswahl in Homberg vor der Machtergreifung der Nationalsozialisten.
|         | Bürgerblock | SPD  | Zentrum | KPD  | Rentenempfänger und wirtschaftlich Schwache | Volksrecht-Partei | Liste Stolbrink | Polenpartei |
| Stimmen | 3544        | 2787 | 2103    | 1025 | 888                                         | 488               | 232             | 65          |
| ------- | ----------- | ---- | ------- | ---- | ------------------------------------------- | ----------------- | --------------- | ----------- |
| Sitze   | 11          | 9    | 6       | 3    | 2                                           | 1                 |                 |             |

Nach Ende des Zweiten Weltkrieges enthob die Militärregierung im März 1945 sämtliche Ratsherren ihrer Ämter.
Bis zur Wahl des Gemeinderates am 15. September 1946 wurden die Aufgaben des Gemeinderates vom 31. Juli 1945 bis 12. Februar 1946 durch einen Vertrauensrat und vom 13. Februar 1946 bis zum 14. September 1946 durch eine ernannte Gemeindevertretung übernommen. Die ernannte Gemeindevertretung wurde entsprechend dem Kräfteverhältnis der Parteien bei der Gemeinderatswahl 1929 zusammengesetzt.
| SPD | KPD | Zentrum | Demokrat |
| --- | --- | ------- | -------- |
| 3   | 3   | 2       | 1        |

| CDU | SPD | KPD |
| --- | --- | --- |
| 15  | 9   | 6   |

Im Oktober 1946 fanden die ersten freien Kommunalwahlen in Homberg statt. Homberg war nach dem Zweiten Weltkrieg eine SPD-Hochburg; in ihren besten Zeiten erreichte die SPD über 58 Prozent.

Gemeinderatswahlen (1946-1969)
Stimmenanteile der Parteien in Prozent
| Jahr | SPD   | CDU   | FDP   | KPD   | BHE  | DP   | Sonstige |
| ---- | ----- | ----- | ----- | ----- | ---- | ---- | -------- |
| 1946 | 40,21 | 40,97 | 5,0   | 13,82 |      |      |          |
| 1948 | 41,75 | 35,96 | 13,02 | 9,27  |      |      |          |
| 1952 | 45,8  | 27,84 | 13,39 | 4,9   | 4,32 | 3,75 |          |
| 1956 | 52,13 | 35,4  | 8,58  |       | 3,89 |      |          |
| 1961 | 51,77 | 38,57 | 9,66  |       |      |      |          |
| 1964 | 58,56 | 33,11 | 6,43  |       |      |      | 1,75     |
| 1969 | 58,59 | 36,12 | 5,29  |       |      |      |          |

Sitzverteilung der Parteien
| Jahr | SPD | CDU | FDP | KPD |
| ---- | --- | --- | --- | --- |
| 1946 | 11  | 12  | 0   | 1   |
| 1948 | 10  | 9   | 3   | 2   |
| 1952 | 15  | 9   | 5   |     |
| 1956 | 17  | 11  | 2   |     |
| 1961 | 16  | 11  | 3   |     |
| 1964 | 19  | 10  | 2   |     |
| 1969 | 24  | 15  | 2   |     |

### Bürgermeister und Stadtdirektoren
Bürgermeister 1866 bis 1974
- 1866-1900: Franz Lauer – Bürgermeister der Gemeinden Homberg, Hochheide, Essenberg, Baerl und Hochemmerich[24]
- 1900-1903: Robert Weichel[25]
- 1904-1933: Heinrich Wendel – bis 1907: Bürgermeister der Gemeinden Homberg, Hochheide und Essenberg, ab 1907: Bürgermeister der Landgemeinde Homberg, ab 1. April 1921: Bürgermeister der Stadt Homberg-Niederrhein.[26]
- 1933-1945: Friedrich Wilhelm „Fritz“ Sonnen (NSDAP)
- 1945-1946(?):  Wilhelm Röpling[27]
- 1946: August Löckmann (CDU)
- 1946-1952: Friedrich Bellingkordt (CDU)
- 1952-1956: Martin Kreymann (SPD)
- 1956[21]-1959: Ernst Hoff (SPD)
- 1959-1974: Gottfried Bongartz (SPD)[28]

Stadtdirektoren bis 1974
- ?-1958: Wilhelm Röpling
- 1958-1974: Hans Dringenberg[29]

Durch Inkrafttreten des Niederrhein-Gesetzes am 1. Januar 1975 wurde die Stadt Homberg (Niederrhein) gegen den mehrfach bekundeten Willen des Rates der Stadt, welcher sich für den Erhalt als Stadt im Kreis Moers einsetzte oder sich alternativ mit den Städten und Gemeinden Kapellen, Moers, Rheinhausen, Rheinkamp und Rumeln-Kaldenhausen zu einer neuen kreisfreien Stadt Moers zusammenschließen wollte, in die Stadt Duisburg eingemeindet. Seither bildet Homberg gemeinsam mit den Stadtteilen Baerl, welcher auch 1975 nach Duisburg eingemeindet wurde, und Ruhrort den Stadtbezirk Homberg/Ruhrort/Baerl. Der Bezirk hat eine gemeinsame Bezirksvertretung und einen gemeinsamen Bezirksbürgermeister.

### Wappen, Siegel und Flagge
Die Stadt Homberg (Niederrhein) führte bis zu ihrer Eingemeindung ein Wappen, ein Siegel sowie eine Flagge (Banner). Das Recht ein Wappen zu führen, wurde der Stadt am 25. Februar 1924 vom Oberpräsidenten der Rheinprovinz verliehen.

Wappen
Banner

Wappen Blasonierung: In Gold (Gelb) ein schmaler schwarzer Balken; im linken grünen Freiviertel ein schräger silberner (weißer) Wellenbalken; im Oberwappen eine rote Mauerkrone mit zwei Türmen.
Bedeutung: Das Wappen erinnert an die frühere, seit dem 13. Jahrhundert bestehende Zugehörigkeit zur Grafschaft Moers, welche einen goldenen Schild mit schwarzem Balken als Wappen führte sowie später ab 1702 an die Zugehörigkeit zur Rheinprovinz durch den Schrägwellenbalken in Grün, welcher auch die Lage am Rhein symbolisiert. Die Mauerkrone bezieht sich auf die beiden Türme des alten Trajekts Ruhrort–Homberg, dem Wahrzeichen der Stadt.
Siegel Das zuletzt verwendete Siegel der Stadt Homberg (Niederrhein) führte in der Mitte das Stadtwappen, welches mit dem Schriftzug „Stadt Homberg Niederrhein“ umschlossen war.
Banner Das Banner der Stadt Homberg (Niederrhein) ist schwarz-gelb gestreift. Als Banner etwas oberhalb der Mitte mit dem Wappen versehen.

## Sehenswürdigkeiten

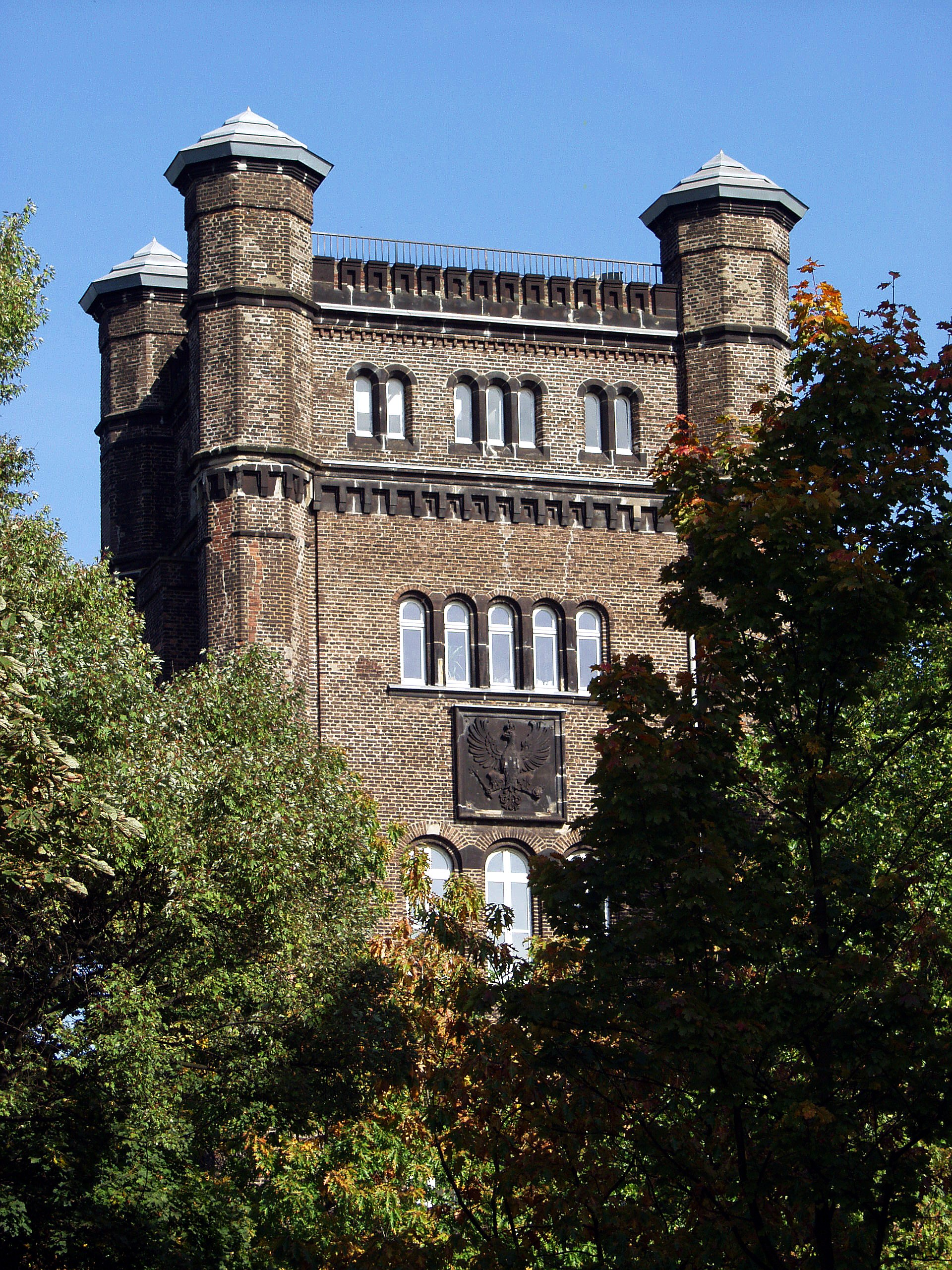
Hebeturm Trajekt Homberg-Ruhrort

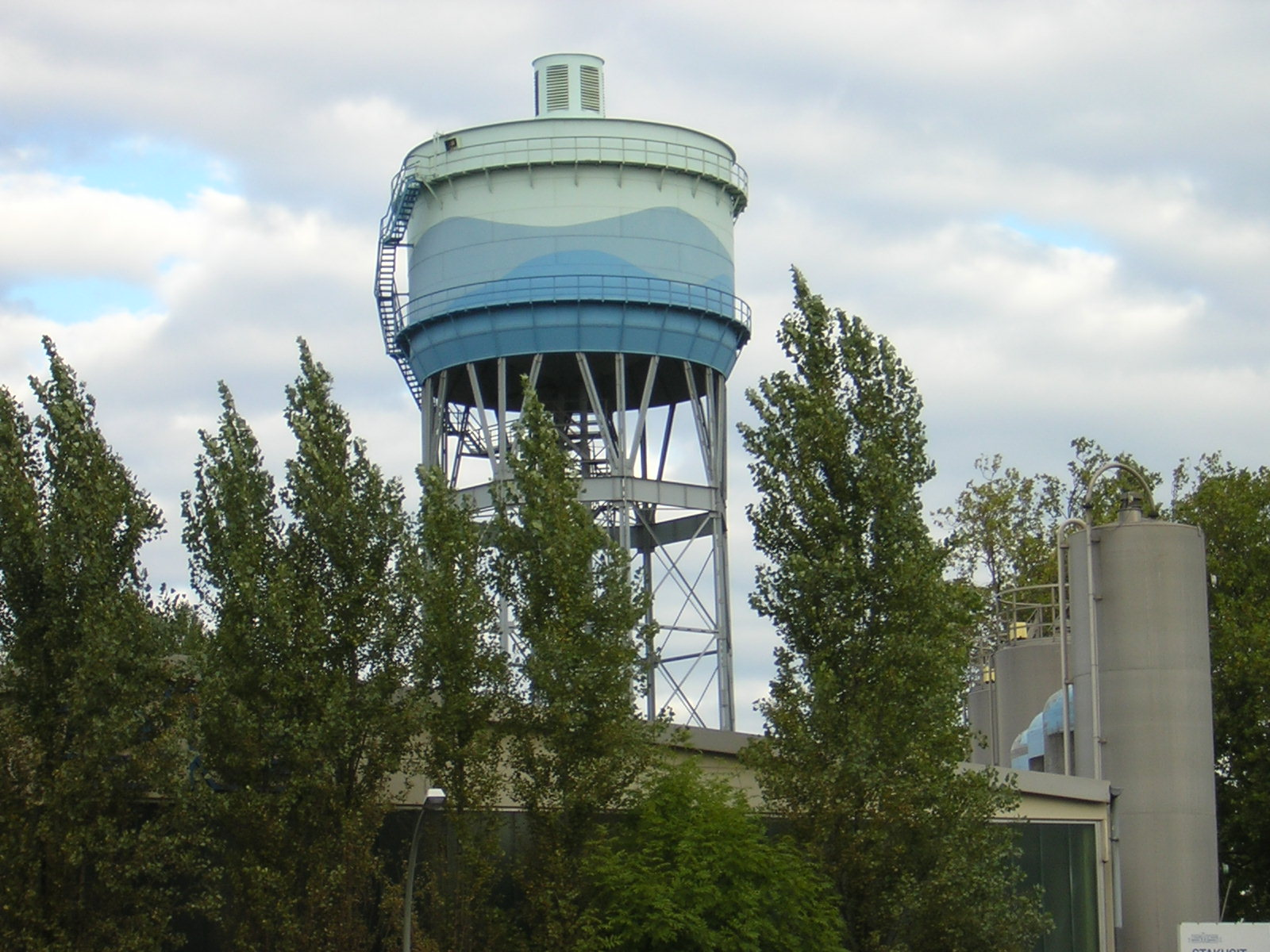
Wasserturm Homberg

- Naherholungsgebiet Uettelsheimer See
- Hafen der historischen Eisenbahnfähre am Hebetrum mit Schulschiff und in der Nähe Skulptur aus Stahlträgern der Admiral-Scheer-Brücke und Fundamentrest dieser
- Schriftzug „Homberg die Stadt im Grünen“ an der Ufermauer, ehemaliger Pumpenturm des alten Klärwerkes am Biergarten Hafensturm sowie Rheintank-Bunkerschiff im Rhein
- Historische Hubbrücke von 1931 und Aussichtspunkt an der Einfahrt des ehemaligen Rheinpreußen Hafens
- Rheinwiesen mit der Ruine eines um 1942 gebauten Bunkers für Schiffsbesatzungen der Schleppkähne, die damals zu dutzenden entlang des Homberger Ufers ankerten und auf Ladung oder Schleppschiffe warteten.
- Standort der ehemaligen Fährstation Essenberg südlich der A40 Brücke. Mindestens seit 1569 bis 1959 verkehrten hier mit einigen Unterbrechungen Fährboote nach Neuenkamp. Auf der gegenüberliegenden Rheinseite sind die gepflasterte durch die Wiese führende Fährstraße und hinter dem heutigen Deich das Fährhaus zu sehen.
- Rheinuferpromenade Essenberg mit Skulptur Rostiger Rudolf
- Wasserturm

### Baudenkmäler
- Hebeturm für das Trajekt Ruhrort–Homberg, erbaut 1854–1856, Wahrzeichen des Stadtteils
- Katholische Kirche St. Johannes Baptist, erbaut 1872
- Malakow-Turm über dem Schacht 1 der Zeche Rheinpreußen, erbaut um 1880
- Ehemalige evangelische Rheinkirche, erbaut 1893–1895 (heute Kolumbarium)[32]

### Besondere Plätze
- Bürgermeister Wendel Platz: Ein Parkplatz und multifunktioneller Veranstaltungsplatz. Benannt ist er nach Bürgermeister Wendel.
- Bismarck-Platz: Am Platz befindet sich das Homberger Rathaus. Auf dem Platz befindet sich die Bismarckeiche und ein Brunnen mit Bronze-Statue, die im Zweiten Weltkrieg für Munition eingeschmolzen wurde. Nach dem Ende des Krieges wurde die Statue neu gegossen. → Marktbrunnen (Homberg)
- Fakir-Baykurt-Platz: hier findet neben der Augustastraße und dem Bismarckplatz jährlich am letzten Wochenende im August das Homberger Brunnenfest statt.
- Augustastraße: Die Fußgängerzone von Homberg, in der auch das Brunnenfest und der jährlich wiederkehrende Hollandmarkt stattfindet. Informationen über den Bürgerverein.

## Bildung
Im Bezirk Homberg/Ruhrort/Baerl finden sich ein übliches Angebot aller Schulformen, ergänzt durch Bildungsangebote der Volkshochschule sowie das Schiffer-Berufskolleg RHEIN und das Schulschiff RHEIN, eine Internats- und Bildungseinrichtung für das fahrende Personal in der Binnenschifffahrt.

## Wirtschaft und Infrastruktur

### Haupterwerbszweige
Die Bewohner des mittelalterlichen Hombergs lebten von der Fischerei und dem Handel. Anfang des 20. Jahrhunderts hielt der Bergbau mit der Zeche Rheinpreußen Einzug, bis um 1960 die Schächte verfüllt wurden.

### Arbeitslosigkeit
Im Duisburger Westen waren im April 2016 5893 Männer und Frauen ohne Arbeit. Die Arbeitslosenquote lag bei 10,5 Prozent.

### Industriebetriebe im Bezirk
- Venator Germany (früher Sachtleben Chemie GmbH, Weißpigmente wie Titanoxid und Dünnsäureverbrennung) in Essenberg
- SKS Stakusit Bautechnik (Produkte rund ums Fenster) in Essenberg
- große Teile des Duisburger Binnenhafens Duisport

### Verkehr

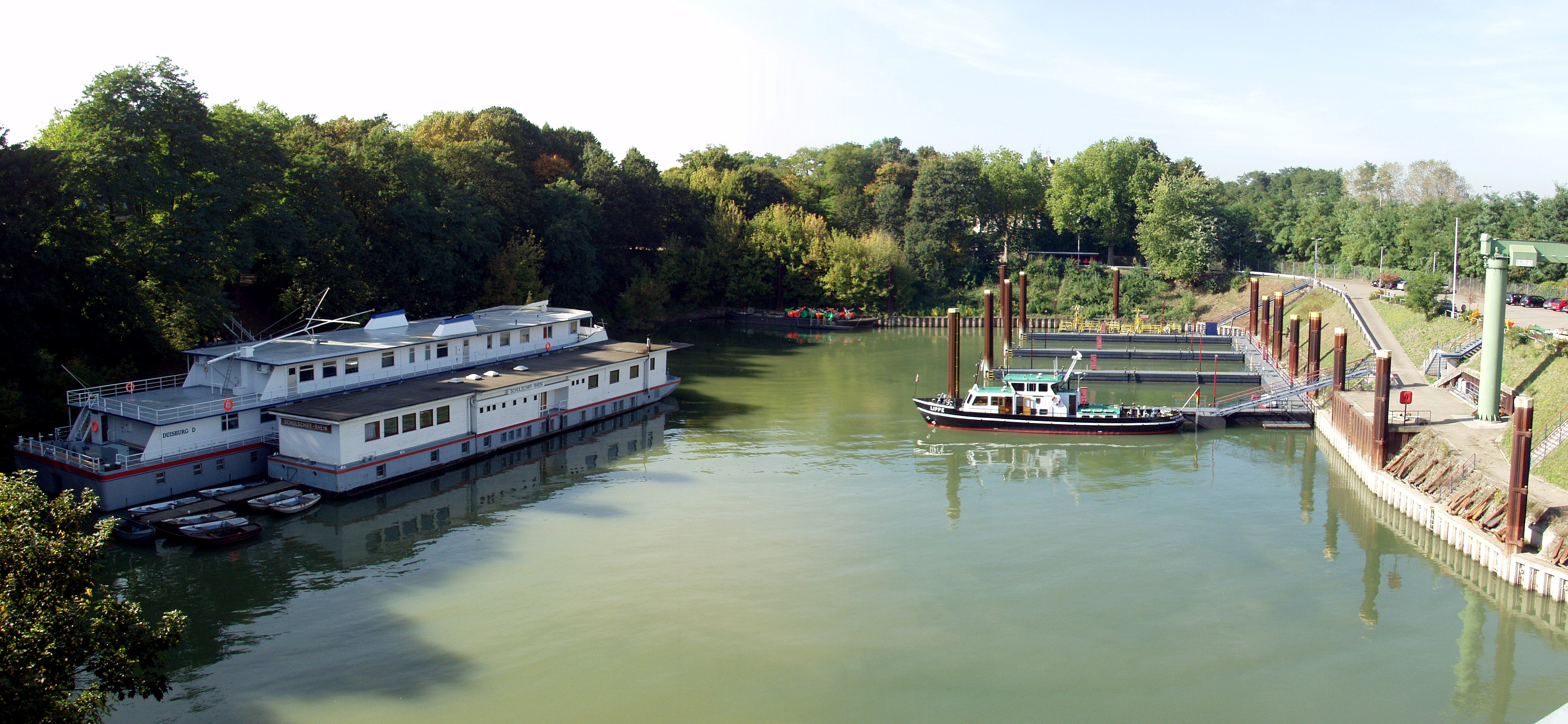
Ehem. Eisenbahnhafen Trajekt Homberg-Ruhrort

Duisburg-Homberg besitzt eine Autobahnanschlussstelle an der Bundesautobahn 40 und eine an der Bundesautobahn 42 in Baerl.
Der Stadtbezirk besitzt vier Rheinbrücken; im Süden die Rheinbrücke Neuenkamp für die A 40 zum gleichnamigen Stadtteil Neuenkamp, die Friedrich-Ebert-Brücke nach Ruhrort und weiter nördlich die Haus-Knipp-Eisenbahnbrücke sowie die Beeckerwerther Brücke mit der A 42.
Die nächsten Personenverkehrsbahnhöfe sind Moers an der Niederrheinstrecke und Duisburg-Ruhrort am Endpunkt der Bahnstrecke Oberhausen–Duisburg-Ruhrort. Über die ehemalige Bahnstrecke Duisburg-Ruhrort–Mönchengladbach einschließlich des Trajekts Ruhrort–Homberg bestand durch Homberg eine Verbindung zwischen diesen beiden Eisenbahnstrecken.
Im öffentlichen Personennahverkehr wird Duisburg-Homberg mit Bussen der Duisburger Verkehrsgesellschaft (DVG) und der Niederrheinischen Verkehrsbetriebe (NIAG) bedient.
Seit den Planungen zur Stadtbahn Rhein-Ruhr in den 1970er Jahren, war geplant, einen Tunnel von Ruhrort über Homberg/Hochheide bis nach Moers zu errichten und somit eine durchgehende Linie von Moers über Mülheim bis nach Essen zu schaffen. Wie viele andere Stadtbahnprojekte der Stadt Duisburg wurde diese Tunnelstrecke aufgrund der hohen Kosten und der zurückgefahrenen Fördergelder von Bund und Land bis heute nicht realisiert.
Der im Jahr 2017 vom Rat der Stadt Duisburg beschlossene Nahverkehrsplan sieht vor, im Rahmen eines „Sprungs über den Rhein“ den Stadtteil Homberg bis zum Jahr 2030 an das Schienennetz der Stadtbahn Duisburg anzuschließen. Die unter dem Planungsnamen „Rhein 2“ geführte Linie soll über eine neue Straßenbahntrasse zunächst in Ruhrort auf die bestehende Linie 901 stoßen und ihr dann durch den Innenstadttunnel bis zum Zoo folgen. Kurz vor der Haltestelle der Zoo/Uni wird die neue Linie die Bestandsstrecke der Linie 901 verlassen und auf einer neuen Straßenbahnstrecke bis zur jetzigen Bushaltestelle „Universität“ fahren.

### Freizeit

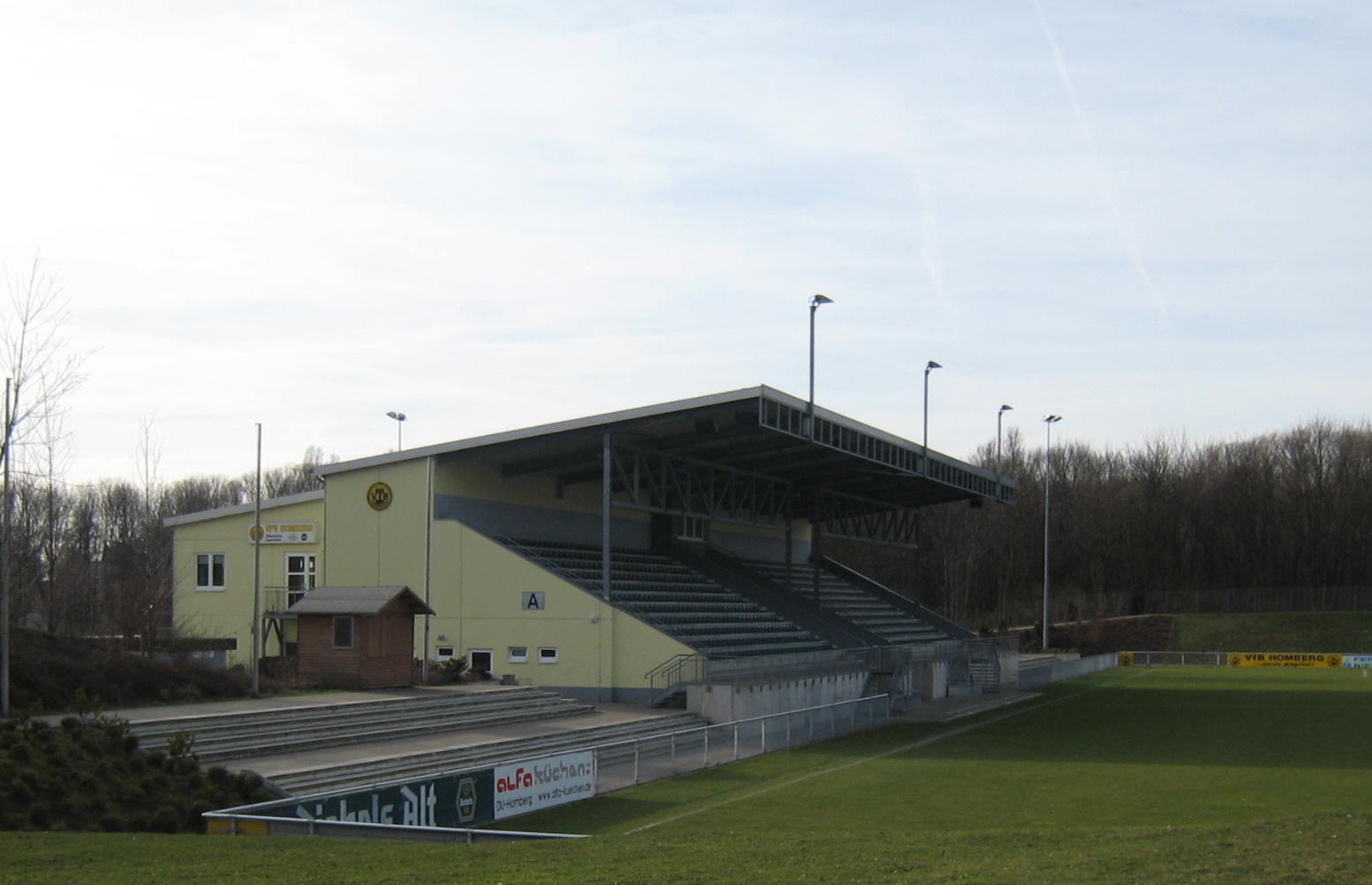
PCC-Stadion: Spielstätte des VfB Homberg und der Frauenmannschaft des MSV Duisburg

Das ausgedehnte Naherholungsgebiet Uettelsheimer See unmittelbar an Homberg grenzend im Ortsteil In den Haesen sowie zahlreiche Grünflächen mit altem Baumbestand im gesamten Stadtgebiet und Straßen mit breiten Vegetationsrändern machen Homberg, die Stadt im Grünen, zusammen mit den Rheinauen zu einem Biotop-Verbund und laden zu ausgedehnten Spaziergängen ein. Homberg hat etliche Restaurants und Kneipen. Cafehäuser sind der Treffpunkt vieler türkischer Mitbürger, da beim Migrationshintergrund von 27,3 Prozent Teile der Homberger Bevölkerung ihre ethnische Identität behalten wollen.
Seit Februar 2005 ist die Nutzung des Kultur- und Freizeit-Zentrums (KFZ) wegen Geldmangels stark eingeschränkt. Schon Anfang Dezember 2005 stand das Immobilien-Management Duisburg (IMD) – zuständig für Glückauf-Halle und KFZ – mit einigen hundert Millionen Euro vor der Insolvenz. 

Zur Qualitätsverbesserung von einigen Kinderspielplätzen wurden wegen knapper Ressourcen sieben Spielplätze geschlossen (Stand 2005).
Beim Brunnenfest, der großen familienfreundlichen Stadtteil-Party, feiern jedes Jahr am ersten Wochenende im Juni tausende Homberger und ihre Gäste auf der Augustastraße und rund um den von Carl Brose gestalteten Homberger Brunnen.

### Sport
Mit dem Homberger SV besaß die einst selbstständige Stadt einen Fußballklub, der 1930 Niederrheinmeister und 1953 deutscher Vizemeister der Amateure war. Im Juli 1969 ging aus ihm durch eine Fusion der VfB Homberg hervor. Durch die Fertigstellung des PCC-Stadions im Jahr 2003 zog zudem der bislang in Rumeln-Kaldenhausen beheimatete Frauen-Bundesligist FCR 2001 Duisburg nach Homberg um. Zu Jahresbeginn 2014 wurden dessen Mannschaften als Frauenfußballabteilung in den MSV Duisburg übernommen. Aktuell spielen im Homberger PCC-Stadion somit die MSV-Frauen und der VfB Homberg.
Im vor Ort ebenfalls populären Billard existieren in Homberg die Vereine Bfr. Hochheide/la bille 1974 e. V. und dem Homberger BC 2005 e. V. und der 1. PBC Homberg 1979. Dieser hat neben einem Bezirks- und Verbandsligateam ein Oberligateam, welches u. a. aus dem Deutschen Poolbillard Vizemeister 2013 im Bereich 10 Ball, Andreas Weber, und einem ehemaligen Bundesligaspieler und Dritten der Deutschen Poolbillard Meisterschaft 1985 im 8 Ball, Uwe Heiligenhaus, besteht.
Weitere Vereine sind der Homberger Turnverein von 1878 mit vielen Angeboten, der Homberger Tennisclub Grün Weiß e. V., die Basketballgemeinschaft BG Duisburg West, der Duisburger Schwimm- und Sportclub 09/20 e. V., der Ruderclub Germania von 1893 e. V. sowie drei Kanuclubs KC Homberg-Gerdt, KC Rheintreue Homberg sowie KC Vater Rhein.

## Bürgervereinigungen in Homberg
Bürgervereinigungen in Homberg sehen Zukunft durch Bürgerengagement.
Der Bürgerverein Haesen & Gerdt (eingetragener Verein) unterstützt ökologische Projekte. (wurde 2012 aufgelöst)
2024 wird aus dem ehemaligen Homberger Werbering e. V. der neue Bürgerverein Die Homberger e. V.
Das Homberger Bürgernetzwerk (HBN) ist eine Selbsthilfegruppe. Mit Professor Dieter Oelschlägel von der Universität Duisburg/Essen führte es im Sommer 2005 eine Homberger Bürgerbefragung durch. Nach der Theorie der Sozialraumorientierung soll durch eine „aktivierende“ Bürgerbefragung das Zusammenleben der Bürger gefördert werden. Gemeinsam entwickeln Bürger, Universität und Politik daraus ein Cluster. So entsteht ein Netzwerk. Vorbild war dazu die baskische Stadt Bilbao.
Stadtteil-Blogging ist ein neues Konzept des Homberger Bürgernetzwerks (HBN) als örtlicher Beitrag zur Informationsgesellschaft. Eine Bürgergruppe um das HBN-Forum liefert Stadtteil-Nachrichten jenseits von Print-Medien.
Mit dem in Homberg entwickelten Konzept Abo-Sharing sollen Medienkonzerne von bürgernaher Berichterstattung überzeugt werden. Dabei wird das Prinzip des Lesezirkels auf Nachbarschaftsebene wiederentdeckt.

## Söhne und Töchter
- Christel Apostel (1935–2022), deutsche Politikerin (SPD)
- Werner Böcking (1929–2021), deutscher Schriftsteller
- Elisabeth Borchers (1926–2013), deutsche Lyrikerin und Schriftstellerin
- Ingo Brohl (* 1976), deutscher Kommunalpolitiker (CDU) und Landrat des Kreises Wesel
- Brüder Feldgen, Heinrich „Henn“ Feldgen (1897–1976) und Bernhard „Bernd“ Feldgen (1899–1980), Stadtoriginale, die Brüder wurden durch ihre Reise in einem Fass weltweit bekannt
- Thomas Frahm (* 1961), deutscher Schriftsteller, Verleger, Übersetzer und Journalist
- Marikke Heinz-Hoek (* 1944), deutsche Malerin und Installations- und Videokünstlerin
- Hans-Eduard Hengstenberg (1904–1998), deutscher Philosoph
- Werner Hörnemann (1920–1997), deutscher Autor und Verleger
- Dieter Hucks (1919–1990), ehemaliger deutscher Boxer
- Kurt Kasper (1938–2006), deutscher römisch-katholischer Geistlicher und Ordensoberer der Redemptoristen
- Klaus Kuhlen (1952–2025), deutscher Bundeswehr-Oberst
- Heinrich Lenzen (1900–1978), Bauforscher und Vorderasiatischer Archäologe
- Wilhelm Lempken (1914–1982), deutscher Politiker (SPD)
- Friedhelm Missmahl (1904–1967), deutscher Politiker (SPD)
- Wilhelm Niemeyer (1912–1977), deutscher Schriftsteller und Übersetzer
- Friedrich Strauch (1935–2020), deutscher Paläontologe und Hochschullehrer
- Mahmut Özdemir (* 1987), deutscher Politiker und Fußballtalent
- Holger Osieck (* 1948), deutscher Fußballtrainer und FIFA-Funktionär
- Volker Perthes (* 1958), deutscher Politikwissenschaftler und Nahostexperte
- Elsa Scholten (1902–1981), deutsche Schauspielerin
- Hermann Spillecke (1924–1977), deutscher Pädagoge und Politiker (SPD)
- Karl Heinz Willschrei (1939–2003), deutscher Drehbuchautor und Filmproduzent